# Il demone dell'isola
Il demone dell'isola (Hell's Island) è un film statunitense del 1955 diretto da Phil Karlson.

## Trama
Dopo essere stato scaricato dalla sua fidanzata, Mike Cormack, alcolizzato e depresso, perde il lavoro nell'ufficio del procuratore distrettuale di Los Angeles e fa il buttafuori in un casinò di Las Vegas. Uno sconosciuto in sedia a rotelle, Barzland, lo assume per localizzare un rubino scomparso in un incidente aereo nei Caraibi. Attira Cormack a fare il lavoro dicendogli che potrebbe essere in possesso della stessa donna che lo ha abbandonato, Jenny Martin, che ora è sposata con il pilota dell'aereo abbattuto. L'ex detective vola nella remota Santo Rosario per trovare la pietra e indagare sul mistero. Quando trova la sua vecchia fiamma, suo marito è in prigione. Cormack, di nuovo innamorato di Jenny, viene convinto ad aiutarlo ad evadere di prigione. Suo marito sconvolge Mike rivelando che Janet ha sabotato il suo aereo, provocandone l'incidente, per riscuotere la sua assicurazione sulla vita. Janet tradisce anche Mike, che scopre di aver ucciso un uomo e ha il rubino. Barzland ritorna ma precipita verso la morte e Mike osserva la polizia portare Jenny in prigione.

## Accoglienza

### Critica
(Leo Pestelli, La Stampa, 3 dicembre 1955)